# Sumpviol
Sumpviol (Viola uliginosa) är en art i familjen violväxter.  

## Utbredning
Sumpviolen växer på platser där det är konstant fuktigt, till exempel skogskärr och flodstränder. 
Den finns framför allt i ett bälte genom Europa från nordöstra Tyskland och Baltikum över Polen och Ungern bort till trakterna kring floden Dnepr. Men ingenstans är den vanlig. I Sverige finns den endast sällsynt i söder och öster, upp till Uppland. På vissa platser kan den förekomma mycket rikligt.

## Beskrivning
Den 2–3 centimeter breda blomman är intensivt blåviolett och sitter på en nästan lodrät stjälk, ofta över 10 cm hög. Stjälken behåller sin raka och upprätta form även efter frösättning. 
Sumpviol har en jordstam som breder ut sig vågrätt och med få förgreningar. Skotten har få blad per skott; alla bladen är fästa nära marken (i rosett). Bladet saknar hår och dess bas är något hjärtformad. Bladkanten har mycket korta och trubbiga tänder. Stiplerna, nere vid marken, är långsmala och spetsiga och saknar tänder. De är delvis sammanväxta med bladstjälken.

## Externa länkar

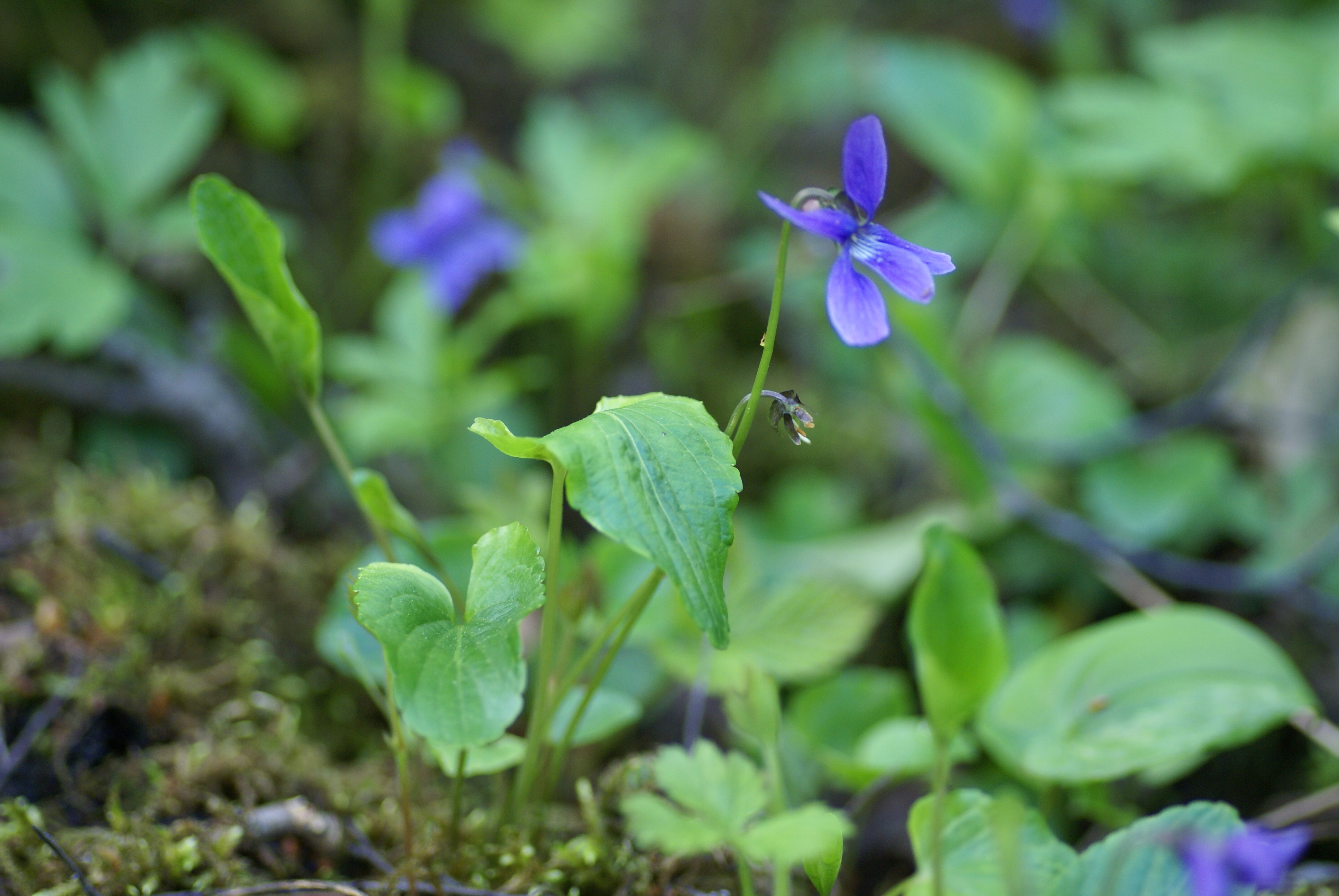
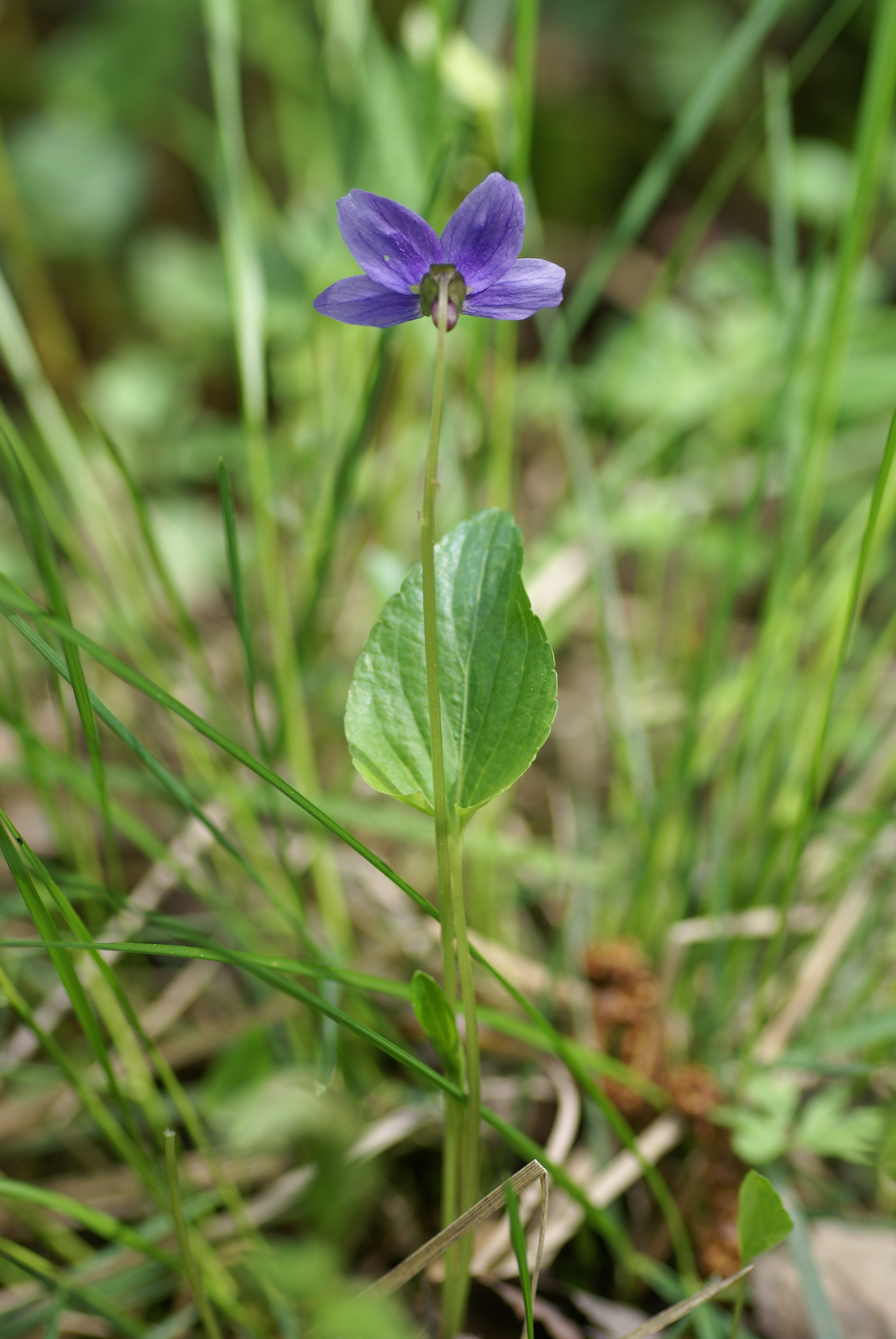